# Leonardo Badea
Leonardo Badea (n. 23 februarie 1975, Târgoviște, Dâmbovița, România) este un economist și om politic român, ales senator de Dâmbovița pentru legislatura 2012–2016, și deputat de Dâmbovița în legislatura 2016–2020 de fiecare dată din partea Partidului Social Democrat (PSD). Din această funcție a demisionat în 2017 pentru a deveni președinte al Autorității de Supraveghere Financiară, funcție pe care a îndeplinit-o până în octombrie 2019 când a devenit viceguvernator al Băncii Naționale a României pe un salariu mediu lunar de 17.000 Euro adica aproape 22 de salarii minime pe economie.

## Biografie
Leonardo Badea s-a născut la data de 23 februarie 1975 în orașul Târgoviște, județul Dâmbovița. A absolvit în anul 1993 Liceul Economic din Târgoviște, profilul Finanțe-Contabilitate, iar în 1997 a absolvit cursurile Facultății de Finanțe, Asigurări, Bănci și Burse de Valori, din cadrul Academiei de Studii Economice (ASE) din București. În 2005 a obținut titlul de doctor în economie, domeniul contabilitate, la ASE București. În perioada 2010 – 2013, Leonardo Badea a urmat cursurile Școlii postdoctorale în economie (SpDAE) la Academia Română. 
Leonardo Badea are o experiență de peste 20 de ani în domeniul învățământului universitar economic. După absolvirea facultații, a ocupat succesiv în cadrul Universității „Valahia“ din Târgoviște funcțiile de preparator universitar (1997-1998), asistent universitar (1998-2002), lector universitar (2002-2007), conferențiar universitar (2007-2013) și respectiv profesor universitar (2013-2022). A deținut, de asemenea, funcțiile de secretar științific al Consiliului Facultății de Științe Economice (2002 - 2008), de decan al Facultății de Științe Economice (2008 - 2012) și de prorector al Universității (2012). Din februarie 2022, este profesor universitar în cadrul Academiei de Studii Economice din București, Facultatea de Finanțe, Asigurări, Bănci și Burse de Valori.     
Leonardo Badea a obținut consecutiv un mandat de senator și unul de deputat în Parlamentul României. În urma alegerilor parlamentare din anul 2012, a fost ales senator de Dâmbovița. În legislatura 2012 - 2016, a fost secretar al Comisiei pentru privatizare și administrarea activelor statului (până în februarie 2013) și secretar al Comisiei pentru buget, finanțe, activitate bancară și piață de capital (din februarie 2013). De asemenea, în perioada 2015 – 2016, a ocupat funcția de președinte al Comisiei comune speciale a Camerei Deputaților și Senatului pentru examinarea rapoartelor de audit financiar ale Curții de Conturi și pentru controlul execuției bugetelor anuale ale Curții de Conturi. 
La alegerile parlamentare din decembrie 2016, a obținut un mandat de deputat de Dâmbovița. În această legislatură, a fost președinte al Comisiei pentru buget, finanțe și bănci, ocupând funcția de deputat până în iulie 2017.
Leonardo Badea a ocupat funcția de președinte al Autorității de Supraveghere Financiară în perioada iunie 2017 – octombrie 2019. Începând cu 11 octombrie 2019, îndeplinește funcția de viceguvernator al Băncii Naționale a României, în urma validării de către Parlamentul României.   

## Activitate științifică și distincții
Premii ale unor organizații profesionale și de cercetare acordate pentru contribuția științifică:
- Diplomă de excelență pentru debut în publicistică și cercetare a unui tânăr economist – AGER, 2003
- Diplomă de excelență pentru audiență în rândul tinerilor economiști AGER, 2006
- Premiul II pentru lucrare de specialitate publicată în domeniul „Finanțe“ AFER, 2008
- Diplomă de participare, în semn de recunoaștere a meritelor pentru sprijinirea cercetării studențești – AFER, 2010
- Diplomă de excelență pentru contribuția adusă la dezvoltarea învățământului românesc superior - Universitatea „Ovidius“ Constanța, 2010
- Premiul pentru aprofundarea cercetărilor privind calitatea activității bancare AGER, 2010
- Diplomă de excelență – Universitatea din Craiova – 2011
- Diplomă de onoare - Universitatea „Lucian Blaga“ din Sibiu – 2011
- Diplomă de excelență pentru inițiativă în promovarea profesiei de economist – 2011
- Diplomă de excelență pentru promovarea în teritoriu a obiectivelor AGER și atragerea economiștilor la viața publică – AGER, 2014

Activitatea în cadrul asociațiilor profeșionale și științifice naționale:
- Vicepreședinte al Asociației Generale a Economiștilor din România (AGER)

Activitatea în consiliile editoriale și științifice ale publicațiilor economice:
- Membru consiliul editorial, „Theoretical and Applied Economics“

## Cărți publicate
- Gestiunea portofoliului de titluri primare (Editura Economică, 2005)
- Gestiunea portofoliului de active (Editura Pro Universitaria, 2010)
- Bugetul de stat al României (Editura Bibliotheca, 2010), în colaborare cu Gheorghe D. Bistriceanu
- Managementul riscului bancar (Editura Economică, 2010), în colaborare Adela Socol, Violeta Drăgoi, Imola Drigă